# Torralba (Włochy)
Torralba – miejscowość i gmina we Włoszech, w regionie Sardynia, w prowincji Sassari.
Według danych na rok 2021 gminę zamieszkiwały 914 osoby, 25,04 os./km². Graniczy z Bonnanaro, Bonorva, Borutta, Cheremule, Giave i Mores.